# Curtiss XP-46
Curtiss XP-46 – prototypowy samolot myśliwski zaprojektowany w 1939 i zbudowany w 1941 w zakładach Curtiss-Wright Corporation jako następca Curtiss P-40 Warhawk, który mimo że dopiero wchodził do produkcji, był już konstrukcją przestarzałą w porównaniu z ówczesnymi samolotami europejskimi.

## Historia
Projekt powstał w wyniku analizy doświadczeń z początkowego okresu II wojny światowej. Czołowy projektant Curtissa, Donovan Berlin, doszedł do wniosku, że nowy samolot musi być szybszy, lepiej opancerzony i musi posiadać silniejsze uzbrojenie. Pierwszy projekt, który został przedstawiony dowództwu USAAC spodobał się na tyle, że na jego podstawie 29 września 1939 podpisano kontrakt "CP 39-13" na dwa prototypy nowego myśliwca, które otrzymały numery seryjne 40-3053 i 40-3054.

## Opis konstrukcji
Nowy samolot który otrzymał oznaczenia XP-46 (eksperymentalny myśliwiec) bazował na swoim poprzedniku P-40, ale miał być nieco mniejszy, z podwoziem o szerszym rozstawie kół. Jako jednostkę napędową wybrano nowo powstały silnik widlasty Allison V-1710-39 o mocy 1150 KM (który w późniejszym czasie był używany także w modelu "D" samolotu P-40).  Uzbrojenie samolotu miały stanowić dwa karabiny maszynowe 12,7 mm zamontowane w kadłubie oraz 8 karabinów maszynowych 7,62 mm zamontowanych ze skrzydłach. Nieco później dowództwo USAAC zdecydowało dodać do swoich wymagań samozasklepiające zbiorniki z paliwem i dodatkowe 55 funtów (25 kg) opancerzenia. Ponieważ samolot miał bardzo wysokie obciążenie skrzydła na zewnętrznych częściach skrzydeł dodano automatyczne skrzela aby poprawić właściwości pilotażowe samolotu przy prędkościach bliskich przeciągnięciu. Maksymalna prędkość nowego myśliwca miała wynosić 410 mil na godzinę na wysokości 15.000 stóp (660 km/h na wysokości 4500 m).

## Prototypy
Aby maksymalnie przyspieszyć okres projektowy oba prototypy były budowane w tym samym czasie, a ostatecznie samolot z oznaczeniem "drugiego prototypu" (40-3054) został ukończony jako pierwszy, otrzymując przy tym oznaczenie XP-46A – pierwsza wersja tego samolotu nie miała uzbrojenia ani radia. Pierwszy lot XP-46A odbył się 15 lutego 1941 okazało się, że "lekki" prototyp bez uzbrojenia i ekwipunku radiowego ledwo osiągnął planowaną prędkość 660km/h i to tylko na wysokości 3600 m.
Drugi prototyp (numer seryjny 40-3053, oznaczenie XP-46) z pełnym uzbrojeniem i wyposażeniem wzbił się w powietrze 29 września i obciążony dodatkową masą uzbrojenia i ekwipunku radiowego zdołał osiągnąć zaledwie 570 km/h.
W tym czasie, jeszcze w czerwcu 1940 zanim wybudowano prototypy nowego myśliwca dowództwo USAAC zdecydowało nie zamawiać seryjnej produkcji tego samolotu ale aby nie przeszkadzać w produkcji P-40 postanowiono po prostu wyposażyć ten samolot w silnik Allison V-1710-39, tak napędzany P-40D okazał się być szybszy od jego planowanego następcy XP-46.